# 글로리아 봇시스
글로리아 봇시스(Gloria Votsis, 1979년 2월 9일 ~ )는 미국의 배우, 텔레비전 배우, 영화배우이다. 뉴욕에서 출생하였다.

## 영화
- 화이트 칼라 1 (2009년) - 알렉스 헌터 역
- 킬러 무비 (2008년)
- 트레인 (2008년) - 클레어 역
- 찰리 뱅스의 교육 (2007년)